# مؤسسه شرق‌شناسی کاما

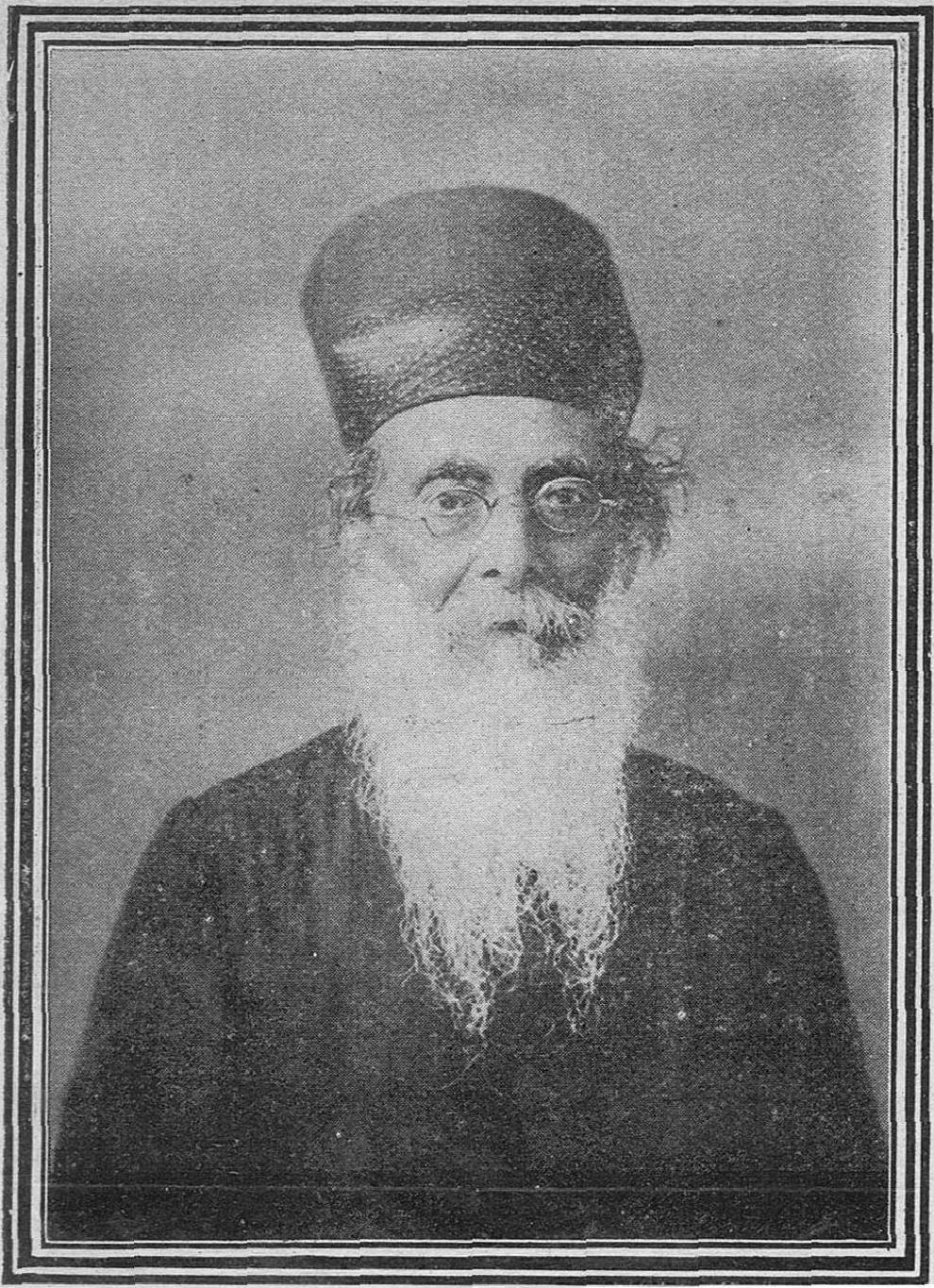
موسسه شرق شناسی کاما، به‌خاطر یادبود رستم جی کاما (نگارهٔ بالا - ۱۹۱۱)، از پارسیان برجسته هند، به‌این عنوان نامگذاری شده‌است.

موسسه شرق شناسی کاما (به انگلیسی: Cama Oriental Institute) یک کتابخانه بزرگ از نسخه‌های خطی و چاپی کهن به زبان‌های مختلف دنیاست که به‌خاطر یادبود رستم جی کاما، از پارسیان برجسته هند نامگذاری شده‌است. این موسسه در سال ۱۹۱۶ در بمبئی هند افتتاح شد. در کتابخانه این موسسه، ۲۰۰۰ جلد کتاب خطی و ۲۵ هزار جلد کتاب چاپی به زبان‌های مختلف دنیا وجود دارد که ۲۰۰۰ جلد آنها فارسی است.